# Xestocephalus relatus
Xestocephalus relatus är en insektsart som beskrevs av William Lucas Distant 1918. Xestocephalus relatus ingår i släktet Xestocephalus och familjen dvärgstritar. Inga underarter finns listade i Catalogue of Life.